# Варны (племя)
Ва́рны (нем. Warnower) — западнославянское племя, входившее в состав союза бодричей, в котором они, однако, играли второстепенную роль. Племя жило вдоль берегов реки Варнов в Мекленбурге. Существуют предположения, что название реки имеет славянское происхождение и означает «Воронья». По одной из версий племя переняло название ранее жившего на их месте германского племени варинов.
Один из культовых центров варнов находился со второй половины IX века на острове в Штернбергском озере. Первое упоминание о варнах встречается у Адама Бременского, которых их называет «Warnabi». В качестве ещё одного центра варнов предполагается сохранившаяся крепость вблизи города Фридрихсруэ в районе Пархим.